# Mesoleius parumpictus
Mesoleius parumpictus là một loài tò vò trong họ Ichneumonidae.